# Nachhaltigkeitsmanagement
Nachhaltigkeitsmanagement beschreibt die Integration von Konzepten und Instrumenten zur Verbesserung sozialer, ökologischer und ökonomischer Aspekte in die Organisationsleitung.

## Nachhaltigkeitsmanagement in Unternehmen
Unternehmen werden zunehmend daran gemessen und messen sich selbst daran, inwieweit sie die Ziele für nachhaltige Entwicklung (SDG-Ziele) verfolgen. Orientierung an nachhaltiger Entwicklung und eine Corporate Social Responsibility (CSR) sind zu strategisch bedeutsamen Aufgaben heutiger Unternehmenspolitik geworden. Es ist darüber hinaus erforderlich, das Unternehmen so zu führen, dass es auf Dauer Bestand hat: Weder sein Finanzkapital bzw. sein Anlagekapital noch sein Human- und Sozialkapital oder sein Naturkapital dürfen sich daher ersatzlos aufzehren. Folglich geht es sowohl um eine langfristig erfolgreiche Geschäftsentwicklung als auch, damit einhergehend, um einen positiven Beitrag des Unternehmens zur zukunftsfähigen Entwicklung der Gesellschaft und der gesellschaftlichen Naturverhältnisse.
Es ist eine Aufgabe des Managements, Nachhaltigkeit entsprechend im Unternehmen zu verankern und systematisch in internen Strukturen und Prozessen umzusetzen. Dazu sind avancierte strategische Führungsinstrumente erforderlich, wie beispielsweise die Einführung einer Nachhaltigkeitsstrategie, die Einführung einer Balanced Scorecard oder ein spezielles, Personalführung und Umweltmanagement umfassendes Nachhaltigkeitscontrolling. Dies wird als eine herausfordernde Querschnittsaufgabe gewertet. Das Nachhaltigkeitsmanagement umfasst in der Regel auch die Aspekte der internen und externen Nachhaltigkeitskommunikation (z. B. mit Hilfe von Nachhaltigkeitsberichten oder ESG-Ratings).

### Konzepte und Systeme des Nachhaltigkeitsmanagement
Für die Umsetzung der Ziele im Rahmen des Nachhaltigkeitsmanagements gibt es diverse Konzepte und Systeme, die mit unterschiedlicher Wirkung auf die verschiedenen Ansätze eingehen. Zu den Konzepten und Systemen gehören:
- unternehmensinterne Anreizsysteme
- Arbeitszeitmodelle
- Integration von Nachhaltigkeit in der Balanced Scorecard, z. B. der Sustainability Balanced Scorecard
- Betriebliche Umweltinformationssysteme
- Corporate Citizenship
- Corporate Social Responsibility
- Ecodesign
- Umweltmanagementsysteme nach ISO 14001
- Sustainable Supply-Chain-Management

### Praxis des Nachhaltigkeitsmanagements
Das Betreiben von Nachhaltigkeitsmanagement kann auf vielfältige Weise die Wettbewerbsfähigkeit von Unternehmen steigern. Dies erfolgt z. B. über den Ausbau oder die Sicherung von Legitimität, Umsatzsteigerungen, Kostenersparnissen, gestiegene Mitarbeitermotivation, gestiegene Innovationsfähigkeit oder ein besseres Risikomanagement.
Wiederholte Erhebungen unter deutschen Unternehmen haben ergeben, dass die Bedeutung des Nachhaltigkeitsmanagements in der Unternehmenspraxis stetig zunimmt. Im internationalen Vergleich liegen deutsche Großunternehmen jedoch nur im Mittelfeld.
In Baden-Württemberg besteht mit WIN-Charta ein vom Land initiiertes Nachhaltigkeitsmanagement-System speziell für kleine und mittlere Unternehmen.

### Rechtsrahmen
EU:
- EU-Verordnung Eco Management and Audit Scheme (EMAS)
- EU-Verordnung EU-Taxonomie
- EU-Richtlinie Corporate Sustainability Reporting Directive (CSRD)
  - European Sustainability Reporting Standards (ESRS)
- EU-Verordnung Carbon Border Adjustment Mechanism (CBAM)
- EU-Verordnung European Deforestation Regulation (EUDR)

Deutschland:
- Brennstoffemissionshandelsgesetz (BEHG)
- Kohleverstromungsbeendigungsgesetz (KVBG)
- Lieferkettensorgfaltspflichtengesetz (LkSG)

## Kommunales Nachhaltigkeitsmanagement
Hier bezeichnet Nachhaltigkeitsmanagement eine systematische, regelmäßig wiederholte und gemeinsame Entwicklungsplanung, die eine Kommune am Ziel der Nachhaltigkeit ausrichten soll.
- Systematisch: Es werden aufeinander bezogen drei Arbeitsschritte gegangen, a) die Formulierung von anschaulichen und messbaren Zielen, b) die Entwicklung und Umsetzung von darauf ausgerichteten Maßnahmen, c) die Überprüfung der Erfolge dieser Maßnahmen mit einer Bestandsaufnahme. Zweck dieser Arbeitsschritte ist es, die eigenen Handlungen so gut wie möglich an den Zielen auszurichten, um diese besser zu erreichen.
- Regelmäßig wiederholt: Diese Arbeitsschritte werden in regelmäßigen Abständen, beispielsweise alle 3 Jahre, wiederholt. Damit soll die eigene Lage besser eingeschätzt und die Effektivität der eigenen Handlungen stetig verbessert werden. Die Ziele, ihre Messbarkeit und die Maßnahmen können bei Bedarf „nachjustiert“ werden.
- Gemeinsam: Die Entscheidungen werden auf eine breite Basis gestellt. An den Arbeitsschritten werden alle Akteure beteiligt, die zum Erfolg (oder Misserfolg) der Aktivitäten beitragen können: Verwaltung, Politik, Unternehmen, Einrichtungen, Verbände und Vereine sowie private Haushalte. Angestrebt wird a) größere Effektivität, da sich Akteure stärker an den Zielen orientieren, an deren Formulierung sie selbst beteiligt waren und b) größere Effizienz, da die Akteure ihre Aktivitäten besser koordinieren, um Doppelarbeit etc. zu vermeiden.

## Nachhaltigkeitsmanagement als Studiengang
- seit 2006: Universität Oldenburg: Nachhaltigkeitsökonomik (B.Sc.), Sustainability Economics and Management (M.A.)
- seit 2008: Universität Kassel: Nachhaltiges Wirtschaften (M.Sc.)[5]
- seit 2013: TU Berlin: Nachhaltiges Management (B.Sc.)
- seit 2013: Universität Hamburg: International Business and Sustainability (M.A.)
- seit 2013: Bergische Universität Wuppertal: Sustainability Management (M.Sc.), Kooperation mit dem Wuppertal Institut für Klima, Umwelt, Energie[6]
- seit 2015: Universität Ulm: Nachhaltige Unternehmensführung (M.Sc.)[7]
- seit 2016: Hochschule für nachhaltige Entwicklung Eberswalde: Strategisches Nachhaltigkeitsmanagement (M.A.)
- seit 2021: Universität Hohenheim: Sustainability & Change (B.Sc.)
- seit 2021: TU München: Sustainable Management and Technology (B.Sc. und M.Sc.)
- seit 2023: Fachhochschule Südwestfalen: Ökologie und Nachhaltigkeitsmanagement (B. Sc.)

Studiengänge zum Nachhaltigkeitsmanagement werden in MBA-Form von der Leuphana Universität Lüneburg (seit 2003), der Universität Mannheim (seit 2021) sowie der Lausanne Business School berufsbegleitend angeboten. An der privaten ESCP Europe werden die Masterstudiengänge „International Sustainability Management“ (seit 2016) und „Entrepreneurship and Sustainable Innovation“ (seit 2018) angeboten. Nachhaltigkeitsmanagement kann auch an zahlreichen Fachhochschulen studiert werden: An der Hochschule für nachhaltige Entwicklung Eberswalde können beispielsweise die Master-Studiengänge „Nachhaltige Unternehmensführung“ und  „Strategisches Nachhaltigkeitsmanagement“ studiert werden.
Auf der oft engen Verzahnung von Risiko- und Nachhaltigkeitsmanagement baut seit 2015 der konsekutive Master-Studiengang RASUM (Risk Assessment and Sustainability Management) an der Hochschule Darmstadt auf.